# Zhandos Bizhigitov
Zhandos Bizhigitov (Petropavl, 10 de junio de 1991) es un ciclista kazajo que fue profesional entre 2013 y 2020.

## Palmarés
2015
- 2.º en el Campeonato Asiático Contrarreloj
- 3.º en el Campeonato de Kazajistán Contrarreloj

2016
- 1 etapa del Tour de Corea[2]
- 2.º en el Campeonato de Kazajistán Contrarreloj

2017
- 3.º en el Campeonato Asiático en Ruta
- Campeonato de Kazajistán Contrarreloj

## Resultados en Grandes Vueltas y Campeonatos del Mundo
Durante su carrera deportiva ha conseguido los siguientes puestos en las Grandes Vueltas. 
| Carrera              | Carrera              | 2013 | 2014 | 2015 | 2016 | 2017  | 2018 | 2019 | 2020 |
| -------------------- | -------------------- | ---- | ---- | ---- | ---- | ----- | ---- | ---- | ---- |
|                      | Giro de Italia       | —    | —    | —    | —    | 160.º | —    | —    | —    |
|                      | Tour de Francia      | —    | —    | —    | —    | —     | —    | —    | —    |
|                      | Vuelta a España      | —    | —    | —    | —    | —     | —    | —    | —    |
| Mundial en Ruta      | Mundial en Ruta      | —    | —    | —    | —    | 80.º  | —    | Ab.  | Ab.  |
| Mundial Contrarreloj | Mundial Contrarreloj | —    | —    | —    | 56.º | 44.º  | —    | —    | —    |

—: no participa 

Ab.: abandono 